# Komet du Toit
Komet du Toit (uradna oznaka je 66P/du Toit) je periodični komet z obhodno dobo okoli 14,7 let. Komet pripada Jupitrovi družini kometov.

## Odkritje
Komet je odkril 16. maja 1944 južnoafriški astronom Daniel du Toit (1871 – 1959) na Observatoriju Boyden v Južni Afriki..